# カタジナ・ザロスリンスカ
カタジナ・ザロスリンスカ（Katarzyna Zaroślińska、1987年2月3日 - ）は、ポーランドの女子バレーボール選手。ポーランド代表。

## 来歴
2006年、LTSレギオノヴィア・レギオノヴォでプロしてのキャリアをスタートさせる。2009年にポーランド代表へ初選出されると、2010年のワールドグランプリでは6位、世界選手権で9位となった。

## 球歴
- 世界選手権 - 2010年
- ワールドグランプリ - 2010年、2014年

## 所属クラブ
- LTSレギオノヴィア・レギオノヴォ（2006-2007年）
- スクラKPSベウハトゥフ（2007-2008年）
- KPSKスタル・ミエレツ（2008-2009年）
- Budowlani Łódź（2009-2011年）
- MKSドンブロヴァ・グルニチャ（2011-2014年）
- アトム・トレフル・ソポト（2014-2016年）
- グルパ・アゾティ・チェミック・ポリツェ（2016-2018年）
- KSディヴェロプレス・ジェシュフ（2018-2020年）
- ŁKSウッチ（2020-2021年）
- ラドムカ・ラドム（2021-2022年）
- PAOK（2022-2023年）
- UNI Opole（2023年-）